# Lee Stack
Lee Oliver Fitzmaurice Stack, född 1868, död 19 november 1924, var en brittisk armeofficer och generalguvernör i det Anglo-egyptiska Sudan. Den 19 november 1924 sköts han till döds under en bilfärd genom Kairo. Den brittiska regimen reagerade kraftigt på detta och krävde en ursäkt från den egyptiska regeringen, liksom en undersökning och stora böter. De krävde också ett tillbakadragande av alla egyptiska officerare och enheter ur armen från Sudan, bättre bevattning i Gezira och införande av lagar i Egypten till skydd för  utlänningar.